# معتمدية قفصة الجنوبية

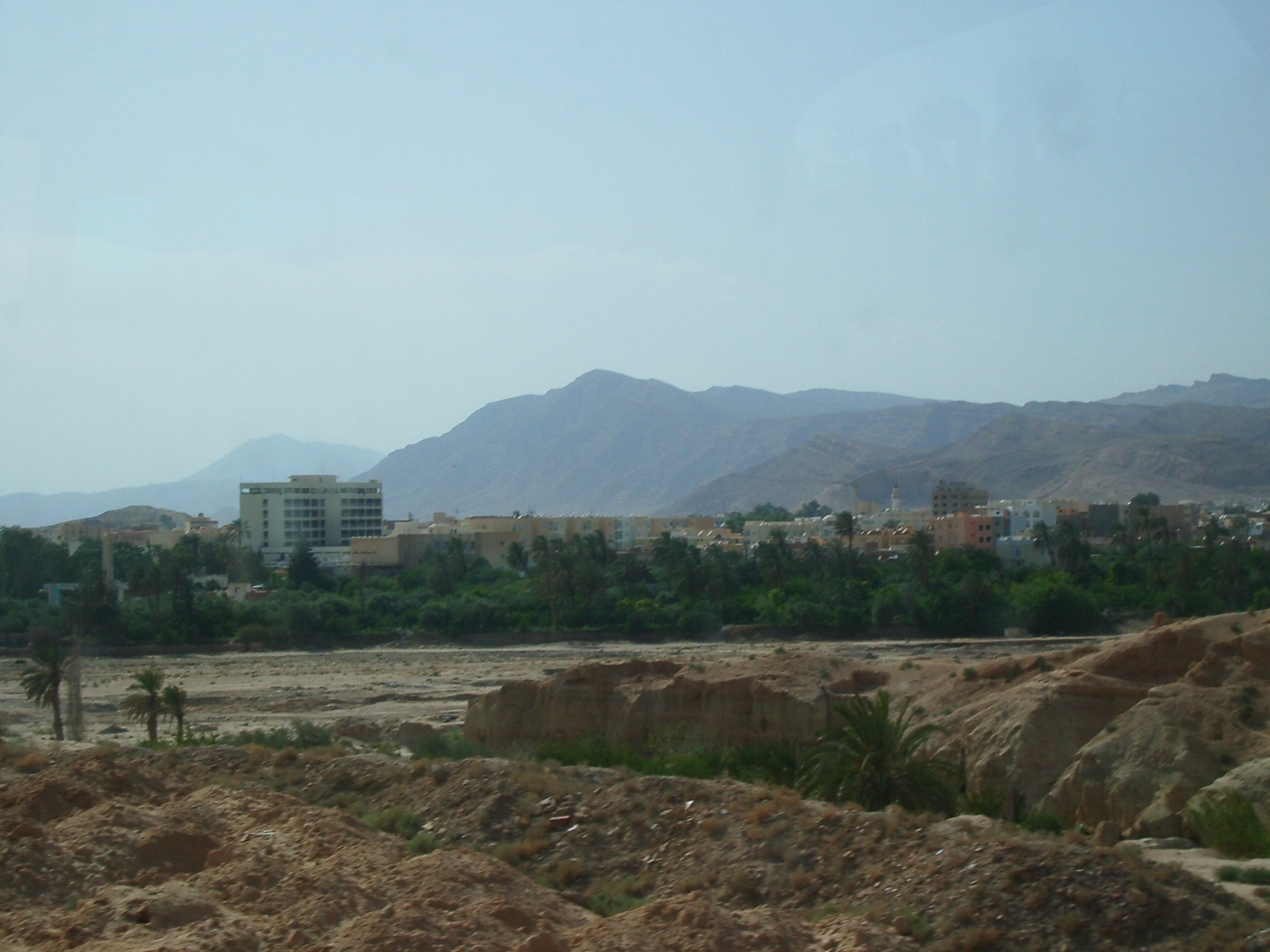

معتمدية قفصة الجنوبية إحدى معتمديات الجمهورية التونسية، تابعة لولاية قفصة.

### مواضيع ذات علاقة
- ولاية قفصة.